# 神戸武正
神戸武正（かんべ　たけまさ、生没年不詳）は、江戸時代後期の越後国三根山領の執政（筆頭家老）。本姓梅沢。通称、七五三之丞、四郎左衛門。後室は山本五十六の叔母にあたる教子。
秋山朋信に師事し、長岡藩校崇徳館の助教となった。のちに三根山領執政神戸武道の養子となり、執政となり領主牧野忠直に仕えた。弓馬術にも優れていた。墓所は隆崇寺（新潟市西蒲区福井）。